# Concentració en massa
En química, la concentració en massa {\displaystyle \rho _{i}} (o {\displaystyle \gamma _{i}}) es defineix com la massa d'un compost {\displaystyle i}, {\displaystyle m_{i}}, dividida pel volum de la dissolució {\displaystyle V}:
{\displaystyle \rho _{i}={\frac {m_{i}}{V}}}
Les unitats habituals són grams/litre, g/L. Per a una substància química pura la concentració en massa és igual a la seva densitat, de manera que la concentració en massa es pot anomenar densitat d'un component en una mescla.

## Definició i propietats
El volum {\displaystyle V} en la definició es refereix al volum de la dissolució, no el volum del solvent. Un litre de dissolució en general conté una mica més o una mica menys d'un litre de dissolvent, ja que el procés de dissolució causa que el volum del líquid augmenti o disminueixi.

### Notació
La notació comú amb la densitat de massa subratlla la connexió entre les dues quantitats (la concentració en massa és la densitat de massa d'un component en la dissolució), però pot ser una font de confusió, especialment quan apareixen en la fórmula de forma indiferenciada amb un símbol addicional (com una estrella superíndex).

### Dependència amb el volum
La concentració en massa depèn de la variació del volum de la solució deguda fonamentalment per l'expansió tèrmica. Per a petits intèrvals de temperatura la dependència és: :
{\displaystyle \rho _{i}={\frac {\rho _{i,T_{0}}}{(1+\alpha \cdot \Delta T)}}}
on {\displaystyle \rho _{i,T_{0}}} és la concentració en massa a una temperatura de referència i {\displaystyle \alpha } és el coeficient d'expansió tèrmica de la mescla..

### Suma de les concentracions en massa - normalitzant la relació
La suma de les concentracions en massa de tots els components (incloent el dissolvent) equival a la densitat {\displaystyle \rho } de la solució:
{\displaystyle \rho =\sum _{i}\rho _{i}\,}
Per tant, per a una substància pura, la concentració en massa és igual a la densitat de la substància pura.

## Unitats
Les unitats del Sistema Internacional (SI) per la concentració en massa són kg/m³ (kilogram/metre cúbic). Això no obstant, s'usa més comunament la unitat g/100mL, que és idèntica a g/dL (gram/decilitre).

## Quantitats relacionades

### Densitat d'un component pur
La relació entre la concentració en massa i la densitat d'un component pur és:
{\displaystyle \rho _{i}=\rho _{i}^{*}{\frac {V_{i}}{V}}\,}
on {\displaystyle \rho _{i}^{*}} és la densitat del component pur, {\displaystyle V_{i}} el volum del component pur abans de la mescla.

### Concentració molar
La conversió a concentració molar {\displaystyle c_{i}} ve donada per:
{\displaystyle c_{i}={\frac {\rho _{i}}{M_{i}}}}
on {\displaystyle M_{i}} és massa molar del constituent {\displaystyle i}.

### Fracció màssica
La conversió a fracció màssica {\displaystyle w_{i}} ve donada per:
{\displaystyle w_{i}={\frac {\rho _{i}}{\rho }}}

### Fracció molar
La conversió a fracció molar {\displaystyle x_{i}} ve donada per:
{\displaystyle x_{i}={\frac {\rho _{i}}{\rho }}\cdot {\frac {M}{M_{i}}}}
on {\displaystyle M} és la massa molar mitjana de la mescla.

### Molalitat
Per mescles binàries, la conversió a molalitat {\displaystyle b_{i}} ve donada per:
{\displaystyle b_{i}={\frac {\rho _{i}}{M_{i}(\rho -\rho _{i})}}}